# Sabato al circo (singolo)
Sabato al circo è il sessantaduesimo singolo discografico di Cristina D'Avena, pubblicato nel 1989. Il brano era la prima sigla del varietà televisivo omonimo, scritta da Alessandra Valeri Manera su musica e arrangiamento di Carmelo Carucci. Sul lato B è incisa la versione strumentale.

## Edizioni
Entrambi i brani sono stati inseriti nella compilation Fivelandia 7 e in numerose raccolte. La base musicale fu utilizzata anche per la sigla francesa "Le Retour De Léo " (1990)

## Tracce
Lato A
1. Sabato al circo – 4:04 (Alessandra Valeri Manera-Carmelo Carucci)

Durata totale: 4:04
Lato B
1. Sabato al circo (strumentale) – 4:04 (Alessandra Valeri Manera-Carmelo Carucci)

Durata totale: 4:04